# Acqua santissima
Acqua santissima è un libro scritto da Nicola Gratteri e Antonio Nicaso sulle contiguità tra 'ndrangheta e chiesa cattolica.

## Il libro
Nel libro, Nicola Gratteri, Procuratore aggiunto della Repubblica presso il Tribunale di Reggio Calabria, e Antonio Nicaso, storico delle mafie, descrivono quanto la 'ndrangheta abbia in passato e ha ancora nel presente in comune con la chiesa cattolica, che spesso ha usato la delinquenza organizzata per riempire le chiese e procacciare finanziamenti verso istituzioni assistenziali da essa gestite. Altri aspetti trattati nel libro sono il concetto di onore, al quale è dedicato tutto il capitolo III, e il "doppio battesimo" cui gli "uomini d'onore" vengono sottoposti, trattato nel capitolo IV.